# Wilkeson (Washington)
Wilkeson ist eine Kleinstadt (Town) im Pierce County im US-Bundesstaat Washington. Das U.S. Census Bureau hat bei der Volkszählung 2020 eine Einwohnerzahl von 499 ermittelt.

## Geschichte

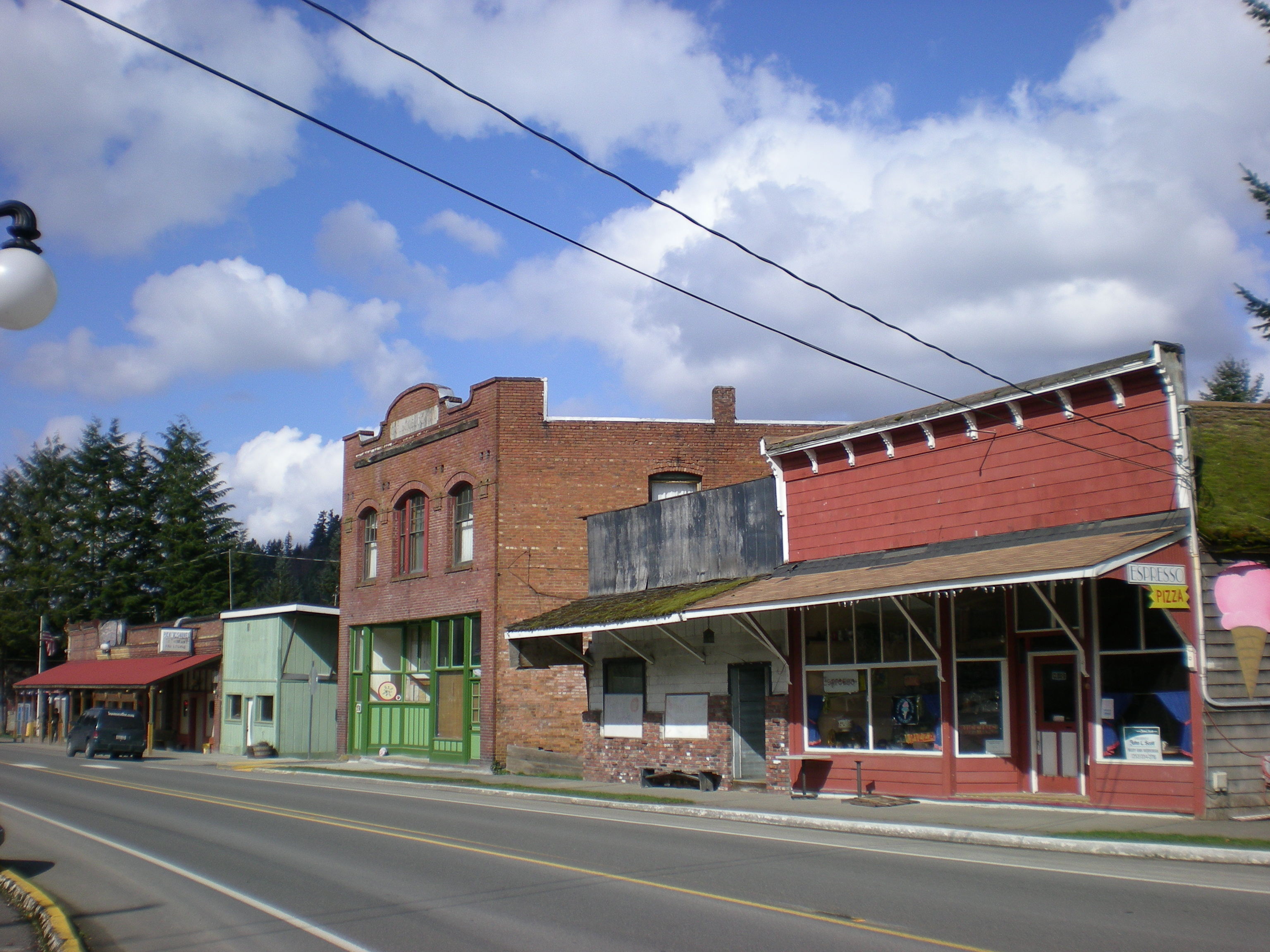
Downtown Wilkeson

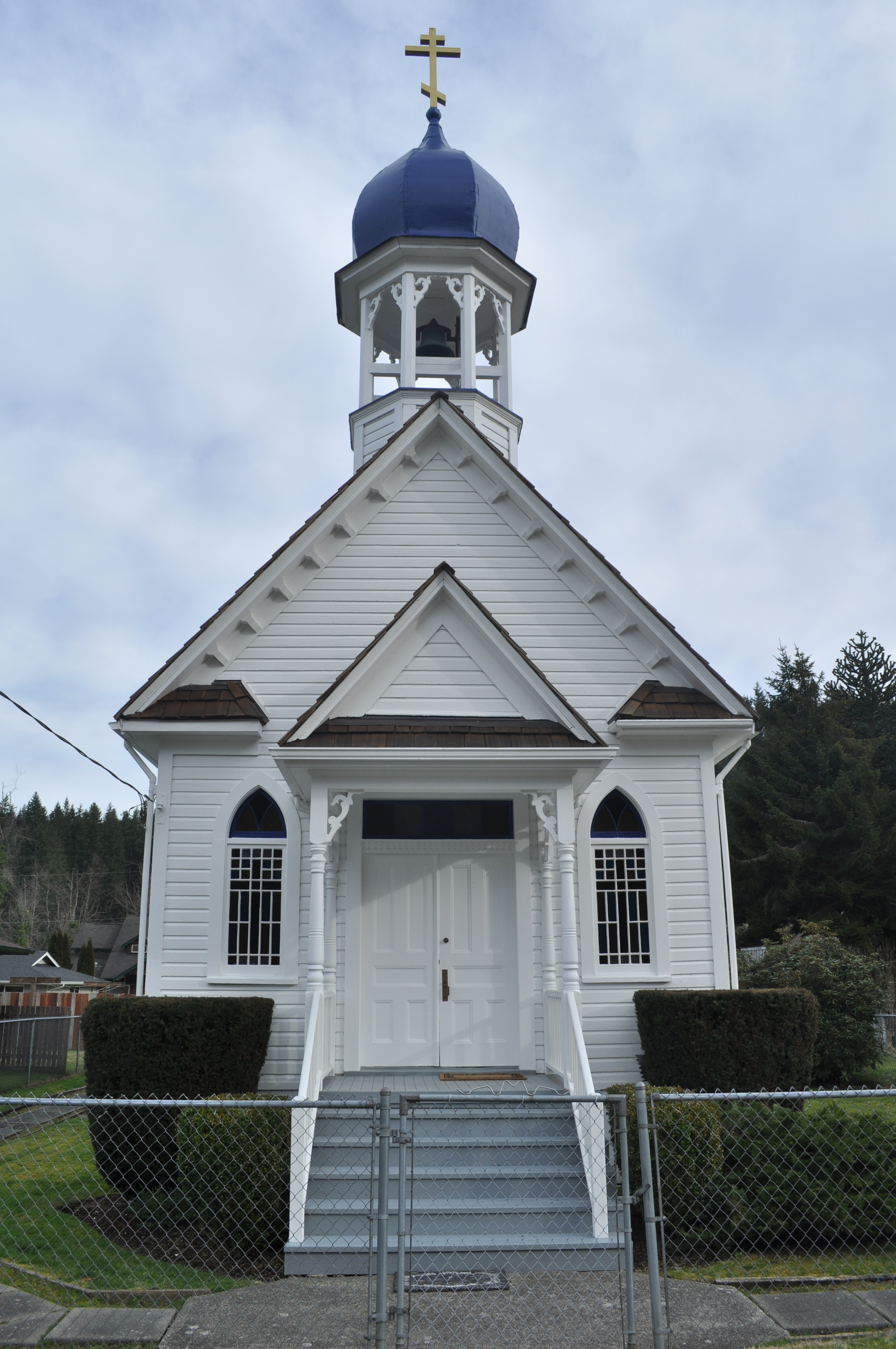
Die Holy Trinity Orthodox Church, erbaut 1900, ist ein Erbe der vielen Osteuropäer, die zur Arbeit in den Bergwerken und Steinbrüchen rund um Wilkeson kamen.

Wilkeson wurde am 24. Juli 1909 offiziell anerkannt; im selben Jahr entsteht ein Schulgebäude. Die Stadt ist nach Samuel Wilkeson benannt, dem Vater des Journalisten und Pionier-Siedlers Frank Wilkeson.
Der folgende Abschnitt stammt aus einer Online-Biographie von Frank Wilkeson:
„[In] seinem Bericht über die Kaskadenkette von 1869 schrieb Frank[ Wilkeson]s Vater Samuel: ‚diese Wälder voller Bäume — die so den Sinn für das Große fesseln und so den Sinn für die Schönheit bezaubern, dass ich bei diesem Bild verweile und es hasse, mich davon trennen zu müssen — suchen vergeblich ihresgleichen auf dem Rest des Globus …‘ wie viele Autoren dieser Zeit gab sich Samuel der Übertreibung hin, doch scheint seine Liebe zu den Kaskaden sehr authentisch. Zwischen 1876 und 1878 wurde von Zeit zu Zeit eines der vier großen Kohlenflöze in den Ausläufern der Kaskadenkette entdeckt und ausgebeutet; die Region ist als Carbonado bekannt. Ein kleines Dorf wurde gegründet und nach Samuel benannt nachdem die Northern Pacific 1877 eine Strecke von Tacoma in dieses Gebiet hinein erweitert hatte. Er wurde im März 1869 zum Sekretär des Aufsichtsrates der NP ernannt. Die Region wurde ebenso für die Kokskohle-Öfen bekannt wie für die natürlichen Sandsteinvorkommen, die das Rohmaterial für die Bauten der Regierungsgebäude in der neuen Hauptstadt Olympia darstellten. Die Stadt Wilkeson hatte zu ihren Hochzeiten 3.000 Einwohner, doch schwankt die Einwohnerzahl heutzutage um die 400. Viele derselben Leiter der Aktivitäten in Wilkeson bauten auch die Koks-Öfen in Cokedale, etwa 80 Meilen (ca. 130 km) nördlich im Skagit County, die zur Gründung der Stadt Sedro, heute Sedro-Woolley führten. So weit wir ermitteln konnten, haben weder Frank noch irgendein Familienmitglied jemals in der Stadt, die nach ihnen benannt wurde, gelebt; nur sein Bruder Samuel G. Wilkeson investierte massiv in die Kohle-Firmen, die dort tätig waren …
Franks Vater starb 1889, doch ab diesem Zeitpunkt investierte ein anderer Wilkeson finanziell in der Puget-Sound-Region: Samuel Gansevoort Wilkeson, Franks älterer Bruder. Samuel G. kam erstmals 1873 nach Tacoma, dem Jahr, in dem die Stadt als Endpunkt der Northern Pacific ausgewählt wurde. Er war ein Zeitgenosse des erfolgreichen Leonard Howarth aus Tacoma und wurde durch seine Aktivitäten in denselben Branchen wie Howarth wohlhabend — der St. Paul & Tacoma Lumber Co. und der Wilkeson Coal & Coke Co. Diese Firma förderte Kokskohle in Wilkeson, der Stadt nahe Enumclaw, die zu Ehren von Franks und Sams Vater benannt war.“
In Wilkeson finden jedes Jahr die Handcar Races statt.

## Geographie
Wilkeson liegt nahe der nordwestlichen Grenze des Mount Rainier National Park. Südlich von Wilkeson bietet der Carbon River Zugang zum Park. Unbefestigte Straßen östlich von Wilkeson dringen tief in den Park ein. Eine Straße, die FS 7720, führt 180 m über die Grenze des Wildnisgebietes hinaus.
Nach dem United States Census Bureau nimmt die Stadt eine Gesamtfläche von 1,22 km² ein, worunter keine Wasserflächen sind.

### Nachbargemeinden
| Prairie Ridge South Prairie | Buckley   | Enumclaw |
|                             | Kompass   |          |
| Orting                      | Carbonado |          |

### Klima
Die Region zeichnet sich durch warme (aber nicht heiße) und trockene Sommer aus, deren Durchschnittstemperaturen 22 °C nicht übersteigen. Nach der Klimaklassifikation nach Köppen und Geiger hat Wilkeson ein sommerwarmes Mittelmeerklima (abgekürzt „Csb“).

## Demographie
| Jahr | Einwohner¹ |
| ---- | ---------- |
| 1880 | 104        |
| 1910 | 899        |
| 1920 | 803        |
| 1930 | 448        |
| 1940 | 369        |
| 1950 | 386        |
| 1960 | 412        |
| 1970 | 317        |
| 1980 | 316        |
| 1990 | 366        |
| 2000 | 395        |
| 2010 | 477        |
| 2020 | 499        |

¹ 1880–2020: Volkszählungsergebnisse

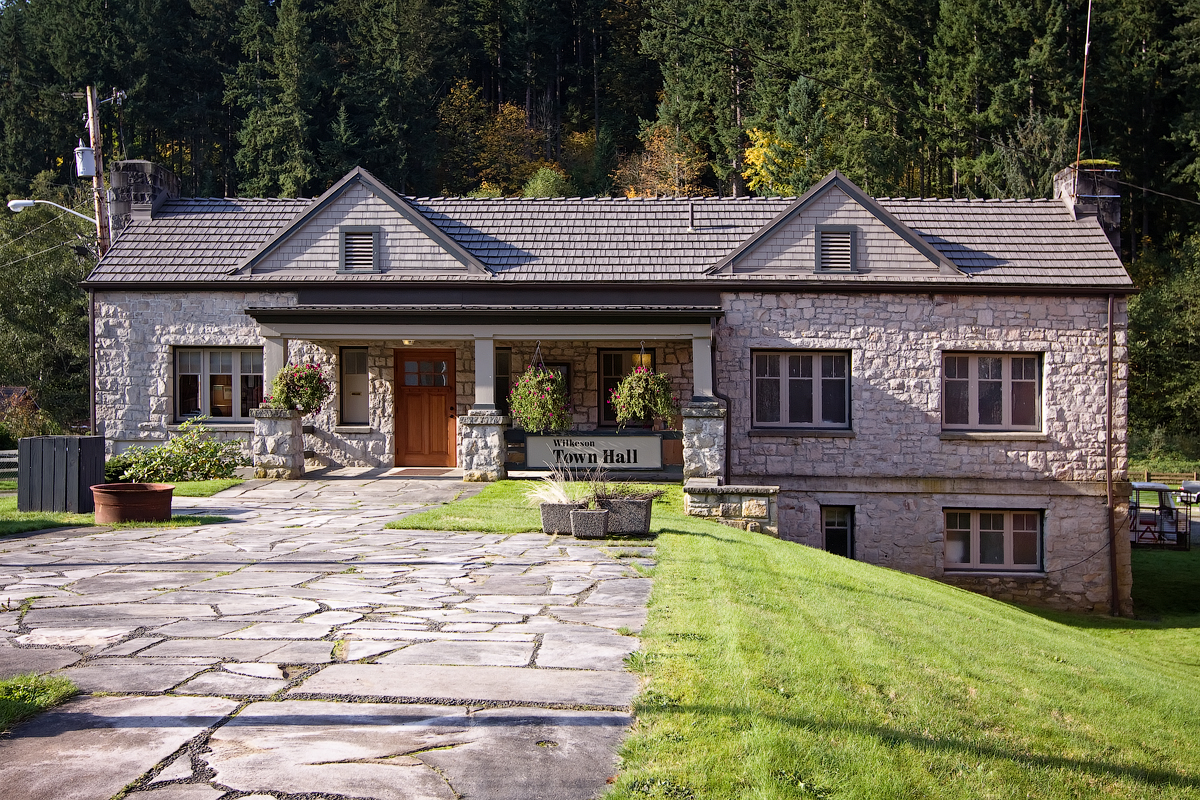
Rathaus von Wilkeson

Einst war Wilkeson sehr viel größer, zum Census 1910 wurden 1.437 Einwohner gezählt.

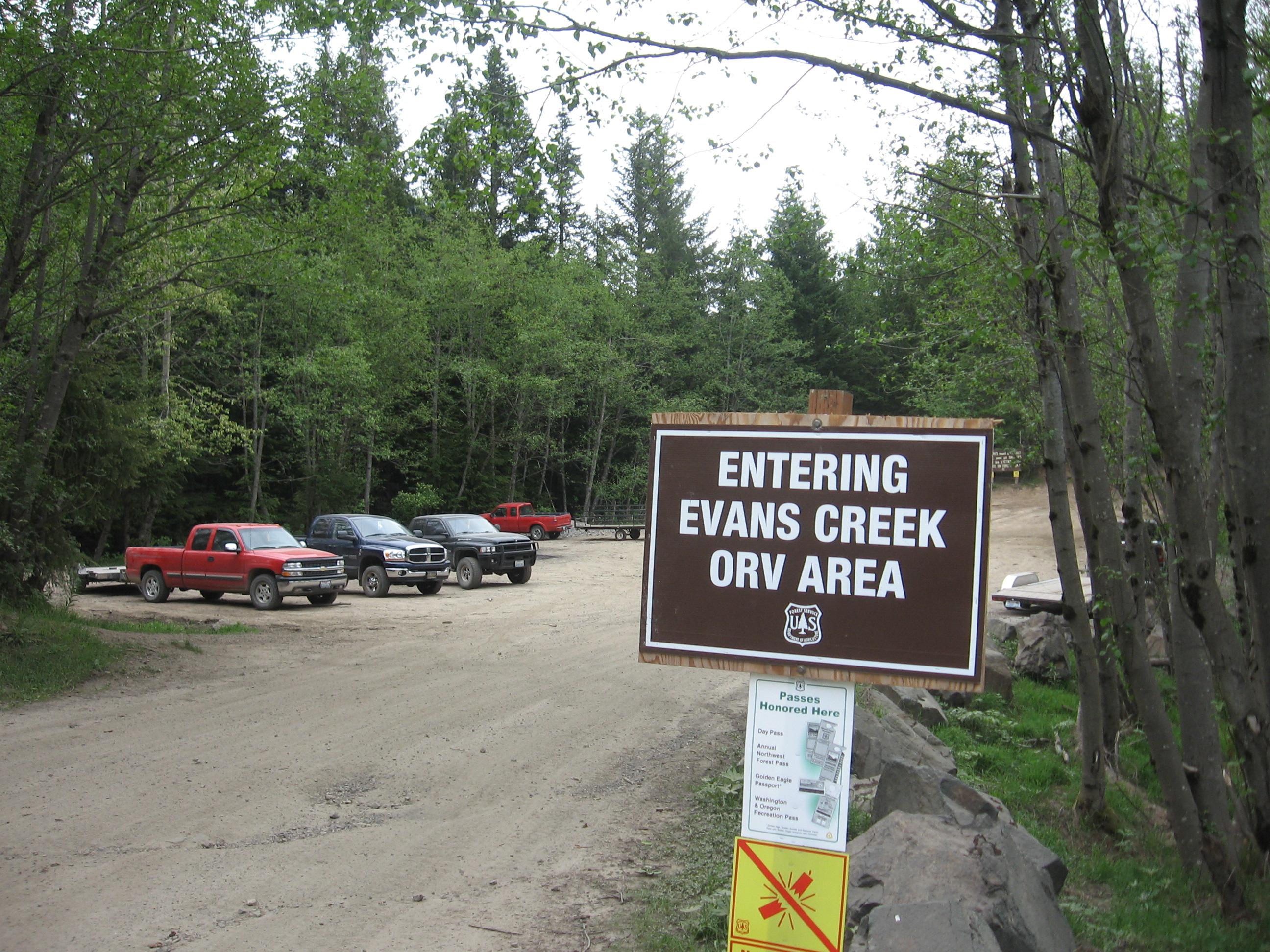
Evans Creek ORV (Off Road Vehicle-Parkplatz) an der Basis des Mt. Rainer, Washington, nahe dem Ende der State Route 165.

### Census 2000
Nach der Volkszählung von 2000 gab es in Wilkeson 395 Einwohner, 140 Haushalte und 100 Familien. Die Bevölkerungsdichte betrug 311,2 pro km². Es gab 150 Wohneinheiten bei einer mittleren Dichte von 118,2 pro km².
Die Bevölkerung bestand zu 95,95 % aus Weißen, zu 1,01 % aus Afroamerikanern, und zu 3,04 % aus zwei oder mehr „Rassen“. Hispanics oder Latinos „jeglicher Rasse“ bildeten 1,52 % der Bevölkerung.
Von den 140 Haushalten beherbergten 38,6 % Kinder unter 18 Jahren, 58,6 % wurden von zusammen lebenden verheirateten Paaren, 10,7 % von alleinerziehenden Müttern geführt; 27,9 % waren Nicht-Familien. 20,7 % der Haushalte waren Singles und 9,3 % waren alleinstehende über 65-jährige Personen. Die durchschnittliche Haushaltsgröße betrug 2,82 und die durchschnittliche Familiengröße 3,37 Personen.
Der Median des Alters in der Stadt betrug 35 Jahre. 30,4 % der Einwohner waren unter 18, 10,4 % zwischen 18 und 24, 28,1 % zwischen 25 und 44, 21,8 % zwischen 45 und 64 und 9,4 65 Jahre oder älter. Auf 100 Frauen kamen 91,7 Männer, bei den über 18-Jährigen waren es 97,8 Männer auf 100 Frauen.
Alle Angaben zum mittleren Einkommen beziehen sich auf den Median. Das mittlere Haushaltseinkommen betrug 44.375 US$, in den Familien waren es 46.875 US$. Männer hatten ein mittleres Einkommen von 38.250 US$ gegenüber 31.458 US$ bei Frauen. Das Pro-Kopf-Einkommen betrug 17.481 US$. Etwa 2 % der Familien und 4 % der Gesamtbevölkerung lebte unterhalb der Armutsgrenze; das betraf 0 % der unter 18-Jährigen und 18,2 % der über 65-Jährigen.

### Census 2010
Nach der Volkszählung von 2010 gab es in Wilkeson 477 Einwohner, 169 Haushalte und 129 Familien. Es gab 175 Wohneinheiten.
Die Bevölkerung bestand zu 96,2 % aus Weißen, zu 0,6 % aus Afroamerikanern, zu 0,4 % aus Indianern, zu 2,3 % aus anderen „Rassen“ und zu 0,4 % aus zwei oder mehr „Rassen“. Hispanics oder Latinos „jeglicher Rasse“ bildeten 3,4 % der Bevölkerung.
Von den 169 Haushalten beherbergten 40,2 % Kinder unter 18 Jahren, 58 % wurden von zusammen lebenden verheirateten Paaren, 13 % von alleinerziehenden Müttern und 5,3 % von alleinstehenden Vätern geführt; 23,7 % waren Nicht-Familien. 21,3 % der Haushalte waren Singles und 5,83 % waren alleinstehende über 65-jährige Personen. Die durchschnittliche Haushaltsgröße betrug 2,82 und die durchschnittliche Familiengröße 3,2 Personen.
Der Median des Alters in der Stadt betrug 33,9 Jahre. 29,4 % der Einwohner waren unter 18, 9 % zwischen 18 und 24, 25,1 % zwischen 25 und 44, 28,9 % zwischen 45 und 64 und 7,5 65 Jahre oder älter. Von den Einwohnern waren 50,9 % Männer und 49,1 % Frauen.